# Broken Bow Records
Broken Bow Records är ett amerikanskt oberoende skivbolag som specialiserar sig på countrymusik.

## Historia
Broken Bow Records bildades år 1999 av Benny Brown. År 2005 blev Craig Morgan med låten That's What I Love About Sundays skivbolagets första listetta på Hot Country Songs.
På 2010-talet har Broken Bow haft sådana artister som Jason Aldean och Kristy Lee Cook.